# تازة كند قاطرتشي
تازة كند قاطرتشي هي قرية في مقاطعة أرومية، إيران. عدد سكان هذه القرية هو 283 في سنة 2006.